# Didier Jaffrès
Didier Jaffrès est un footballeur français né le 29 octobre 1959 à Créteil (Val-de-Marne). 
Il était milieu de terrain au Stade de Reims, club avec lequel il a joué 18 matches en division 1 (1 but marqué) et 178 matches en division 2 (14 buts marqués). 

## Carrière de joueur
- 1978-1986 :  Stade de Reims
- 1988-1991 :  Quimper CFC[1]